# مسجد پل خشتی
مسجد پل خشتی بزرگترین مسجد کابل، افغانستان است. این مسجد در مرکز کابل قدیم بنا شده است. این مسجد در قرن ۱۸ میلادی بنا شد اما بازسازی و توسعه آن در دهه‌ی ۱۹۶۰ به فرمان محمد ظاهرشاه صورت گرفت. این مسجد در جریان درگیری‌های دهه‌ی ۱۹۹۰ آسیب دید اما دوباره بازسازی شد.